# Sphecodes confertus
Sphecodes confertus là một loài Hymenoptera trong họ Halictidae. Loài này được Say mô tả khoa học năm 1837.